# Daewoo BV
Daewoo BV — городской автобус, выпускаемый южнокорейской компанией Daewoo с 1982 по 1996 год. Конкурентами модели являются Kia AM и Hyundai RB.
Всего произведено 108 экземпляров.

## История
Автобус Daewoo BV впервые был представлен в 1982 году. Серийно автобус производился с 1983 года.
Во второй половине 1984 года автобус был модернизирован. В апреле 1986 года модификация BV101 была заменена модификацией BV113.
В сентябре 1987 года автобус прошёл фейслифтинг. Производство завершилось в январе 1996 года.

## Модификации
- Daewoo BV101.
- Daewoo BV113[2].